# Alicia Ghiragossian

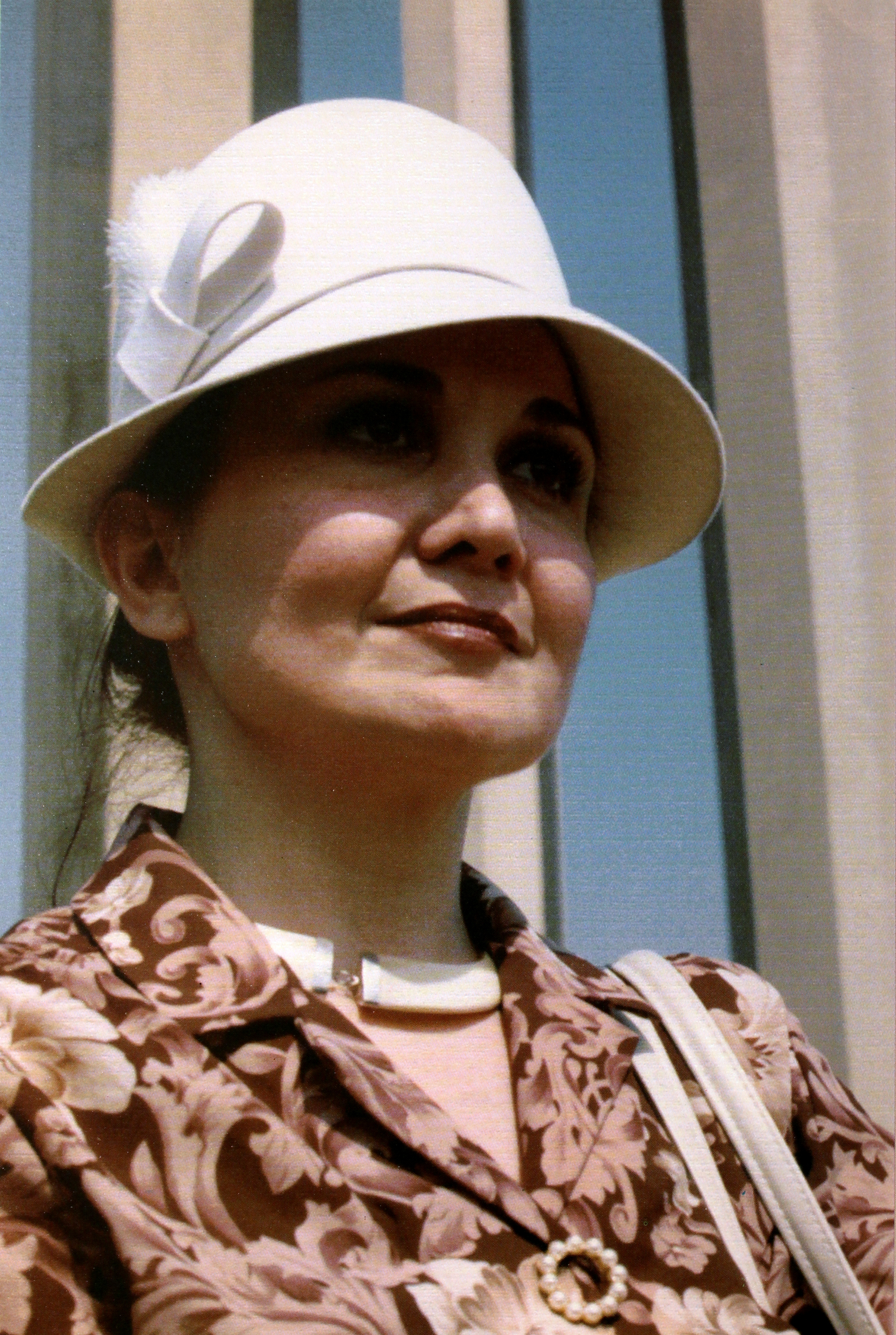
Alicia Ghiragossian

Alicia Ghiragossian (armenisch Ալիսիա Կիրակոսյան; * 13. Juli 1936 in Córdoba, Argentinien; † 22. Mai 2014 in  Los Angeles, Kalifornien)  war eine armenisch-argentinische Dichterin und Übersetzerin. 
Die in Argentinien als Tochter armenischer Eltern geborene Autorin begann Ende der 1960er Jahre, Gedichte zu veröffentlichen, bevor sie sich 1971 in Los Angeles niederließ. Sie schrieb in drei Sprachen (Spanisch, Englisch und Armenisch) und war Autorin von mehr als 60 Büchern, darunter Being and Punctuation, das von Pablo Picasso illustriert wurde.

## Leben
Ghiragossian wurde 1936 als Tochter armenischer Eltern in Argentinien geboren. Ihre Eltern waren nach dem Völkermord an den Armeniern im Osmanischen Reich nach Argentinien ausgewandert. Sie erwarb einen Abschluss in Rechtswissenschaften an der Universidad de Buenos Aires und begann als Anwältin zu praktizieren, gab diesen Beruf jedoch auf, um eine Karriere als Verlegerin zu verfolgen. 1971 zog sie nach Los Angeles, wo sie bis zu ihrem Tod im Jahr 2014 lebte. Sie hatte eine Tochter namens Lara.
1967 veröffentlichte Ghiragossian eine Gedichtsammlung (Being and Punctuation), nachdem sie im Jahr zuvor ihr erstes Buch veröffentlicht hatte. Die Sammlung wurde ins Italienische übersetzt und unter anderem von Pablo Picasso illustriert. Im selben Jahr wurde eine Ausgabe ihrer Gedichte (Roots and Essence) ins Armenische übersetzt und wurde in Armenien und in der armenischen Diaspora zu einem Bestseller. Sie schrieb auf Spanisch, Englisch und Armenisch und veröffentlichte mehr als 60 Bücher, von denen die meisten Gedichtbände sind. Sie übersetzte auch eine Ausgabe des armenischen Dichters Raffi ins Spanische.
Ghiragossian wurde für ihre Lyrik mehrfach ausgezeichnet. Im selben Jahr wurde sie zur Ehrenbürgerin Armeniens ernannt, und die Armenische Nationale Akademie der Wissenschaften verlieh ihr die Ehrendoktorwürde.